# Limenitis basilea
Limenitis basilea är en fjärilsart som beskrevs av Pieter Cramer 1779. Limenitis basilea ingår i släktet Limenitis och familjen praktfjärilar. Inga underarter finns listade i Catalogue of Life.